# Langoustine
Taxons concernés
Plusieurs genres de Nephropinae
- Eunephrops
- Metanephrops
- Nephrops
- Thymopidesmodifier

Langoustine (appelée « scampi » dans le langage populaire) est le nom vernaculaire donné à de nombreux crustacés, notamment de la sous-famille des Nephropinae et des genres :
- Eunephrops
- Metanephrops, dont Metanephrops thomsoni, la langoustine de mer de Chine ou langoustine à raies rouge
- Nephrops (genre monotypique), la langoustine commune
- Thymopides

En France, le terme Langoustine désigne particulièrement l'espèce Nephrops norvegicus, la Langoustine commune.